# KTM-17
KTM-17 (71-617) – typ pasażerskiego, wysokopodłogowego wagonu tramwajowego, wytwarzanego w latach 1994–1999 na zamówienie Moskwy. KTM-17 stanowi rozwinięcie konstrukcyjne tramwaju KTM-8 i przystosowany jest do przeprowadzania szkolenia motorniczych.

## Historia
Pierwsze dwa wagony skonstruowano w 1994 r. na zamówienie Moskwy. Początkowo do ich budowy wykorzystywano nadwozia z tramwajów KTM-8K, w późniejszym czasie nadwozia z KTM-8KM. W porównaniu z tramwajami KTM-8 przeprojektowano układ wnętrza: zwiększono przestrzeń kabiny motorniczego, zamontowano dodatkowe siedzenie dla instruktora nauki jazdy. Oprócz tego zmodyfikowano układ sterowania.

## Dostawy
| Państwo        | Miasto         | Lata dostaw    | Liczba | Numery taborowe                                                        |       |
| -------------- | -------------- | -------------- | ------ | ---------------------------------------------------------------------- | ----- |
| Rosja          | Moskwa         | 1994–1999      | 12     | 1234, 1239, 1240, 2210, 4164, 4226, 4238, 4270, 5169, 5221, 5243, 5257 | [ 2 ] |
| Łączna liczba: | Łączna liczba: | Łączna liczba: | 12     |                                                                        |       |